# Nisi-Hamna Ike
Nisi-Hamna Ike (von japanisch 西ハムナ池 ‚Westlicher Hamna-See‘) ist ein kleiner See an der Prinz-Harald-Küste des ostantarktischen Königin-Maud-Lands. Er liegt am südlichen Ausläufer der Landspitze Hamnenabben am Ostufer der Lützow-Holm-Bucht.
Japanische Wissenschaftler kartierten ihn anhand von Luftaufnahmen und Vermessungen aus den Jahren zwischen 1957 und 1962. Sie benannten ihn 1973 in Anlehnung an die Benennung der Landspitze, die im Japanischen Hamna Hyôbaku heißt.